# یواس‌اس گرامیوم (ای‌کی-۱۱۲)
یواس‌اس گرامیوم (ای‌کی-۱۱۲) (به انگلیسی: USS Grumium (AK-112)) یک کشتی بود که طول آن ۴۴۱ فوت ۶ اینچ (۱۳۴٫۵۷ متر) بود. این کشتی در سال ۱۹۴۲ ساخته شد.